# Рокка-Канавезе
Рокка-Канавезе (італ. Rocca Canavese, п'єм. La Ròca) — муніципалітет в Італії, у регіоні П'ємонт,  метрополійне місто Турин.
Рокка-Канавезе розташована на відстані близько 550 км на північний захід від Рима, 30 км на північ від Турина.
Населення — 1723 особи (2014).
Щорічний фестиваль відбувається 15 серпня. Покровителька — Богородиця Небовзята.

## Демографія
Населення за роками:

Станом на 1 січня 2023 року в муніципалітеті офіційно проживало 120 іноземців з 19 країн, серед них 52 громадяни країн Євросоюзу.

## Сусідні муніципалітети
- Барбанія
- Коріо
- Форно-Канавезе
- Левоне
- Ноле
- Сан-Карло-Канавезе
- Вауда-Канавезе